# Alicia Coutts
Alicia Jayne Coutts (Brisbane, 14 de setembro de 1987) é um nadadora australiana que sagrou-se campeã olímpica nos Jogos de Londres de 2012.

## Carreira
Coutts conquistou uma medalha de ouro nos Jogos Olímpicos de 2012 competindo no revezamento 4x100 metros livres, com suas compatriotas Cate Campbell, Brittany Elmslie e Melanie Schlanger. A equipe australiana bateu o recorde olímpico na prova, com o tempo de 3 minutos, 33 segundo e 15 centésimos.